# 王葆清
王彭（1874年—1940年），會試名葆清，號爵三，湖北省武昌府江夏縣人。清朝末年政治人物。
光緒二十三年（1897年）丁酉科湖北鄉試第一名舉人（解元）。光緒二十九年（1903年），参加光緒癸卯科殿試，登進士二甲第128名。同年閏五月，以主事分部学习。

### 書目
- （清）法式善等，《清秘述聞三種》，中華書局，清代史料筆記叢刊，ISBN：ISBN 7101017428。
- 王開節，《海倫府君年譜》，新《近代中國史料叢刊續編》340號